# Eugenio Antonio Flores
Eugenio Antonio Flores (1852-1908) fue un narrador español perteneciente al naturalismo.

## Biografía
Fue hijo del ilustre escritor y secretario de la reina Isabel II Antonio Flores. En 1872 colaboró en algunos artículos costumbristas en Los españoles de ogaño. Participó como voluntario en las filas de Carlos de Borbón y Austria-Este en la tercera guerra carlista. Fue hecho prisionero y deportado a Cuba en 1873. Combatió en la guerra de Cuba a las órdenes del general Martínez Campos y desempeñó distintas actividades en la isla. En este mismo año publicó en Cuba Por un ratón y Recuerdos de mi tierra. 
El estudio de la obra de Eugenio Antonio Flores es el resultado de la tesis doctoral leída en el año 2000 en la Universidad de Navarra por María Escudé Pont. El objetivo de la tesis dar a conocer la obra de un autor olvidado por parte de la crítica y de gran relevancia para el estudio del contexto literario e histórico del naturalismo radical.
En La Habana cultivó la literatura y ejerció el periodismo. A su regreso a España fue redactor en Madrid de los periódicos La Época y el Diario de Madrid (1893), y se inscribió en las filas de la literatura más sensacionalista del naturalismo radical, encabezado por Eduardo López Bago y sus seguidores Remigio Vega Armentero, Enrique Sánchez Seña, José Zahonero y Alejandro Sawa; todos ellos siguieron los postulados del positivismo de Claude Bernard, Hipólito Taine y Émile Zola que aspiraban a superar.

## Obra
Fuera de sus obras publicadas en Cuba, en España publicó tres novelas largas: La Histérica, (1885), Trata de Blancas, (1889), Huérfana (1903), una novela corta Los Cangrejos (1892) y La Guerra de Cuba. Apuntes para la Historia (1895).
Estas novelas se distinguen en el grupo del Naturalismo radical al superar a López Bago en la pluralidad de historias extremas, en el tratamiento temático y en el lenguaje desgarrado de sus novelas. Crea estereotipos nuevos y se encuentra ya en él en germen el personaje colectivo del realismo social. Además sus novelas son de gran interés como documento histórico, pues en ellas se relatan temas innovadores dentro del espacio de La Habana y su relación con España. También resulta ser un precursor de la novela erótica recurriendo a técnicas nuevas de gran modernidad destinadas a crear efectos imaginativos en el lector. Adaptó la "novela médica" naturalista desarrollando el tema de la histeria con todo rigor dentro de la medicina de la época. Sus novelas son una crítica de las leyes sociales y la educación de la mujer. También aborda la crítica anticlerical. Desde sus orígenes sufrió una evolución desde el costumbrismo al naturalismo radical folletinesco.